# 2 grudnia
2 grudnia jest 336. (w latach przestępnych 337.) dniem w kalendarzu gregoriańskim. Do końca roku pozostaje 29 dni.

## Święta
- Imieniny obchodzą: Aurelia, Balbina, Bibiana, Bibianna, Budzisław, Budzisława, Budzsław, Jan, Ludwina, Maria, Paulina, Rafał, Sulisław, Sylwan, Sylweriusz, Sylwery, Walenty, Walentyn, Wiktoryn i Zbylut
- Laos – Święto Republiki (1975, rocznica proklamowania republiki)
- Międzynarodowe – Międzynarodowy Dzień Upamiętniający Zniesienie Niewolnictwa (ustanowione przez Zgromadzenie Ogólne ONZ w rocznicę uchwalenia Konwencji Narodów Zjednoczonych o likwidacji handlu ludźmi z 2 grudnia 1949 roku)
- Zjednoczone Emiraty Arabskie – rocznica proklamowania federacji (1971)
- Wspomnienia i święta w Kościele katolickim[1][2] obchodzą:
  - św. Chromacjusz z Akwilei (ojciec Kościoła)
  - św. Bibianna (męczennica)
  - bł. Blanka Kastylijska (zakonnica)
  - bł. Jan Ruysbroeck (kanonik regularny)
  - bł. Ludwina Meneguzzi (zakonnica)
  - bł. Maria Aniela Astorch (zakonnica)
  - św. Nonnus (rzekomy biskup Edessy)
  - bł. Rafał Chyliński (franciszkanin)
  - bł. Sylweriusz (papież); również 20 czerwca
  - bł. Jan Franciszek Macha (męczennik)

## Wydarzenia w Polsce
- 1382 – W Brodnicy książę Siemowit IV z bratem Januszem I oddali ziemię wiską zakonowi krzyżackiemu pod zastaw wraz z terenami po obu stronach rzeki Biebrzy aż do Netty.
- 1511 – Król Polski i wielki książę litewski Zygmunt I Stary zaręczył się „per procura” z Barbarą Zápolyą.
- 1587 – Po podwójnej elekcji królewskiej została zawiązana konfederacja rzeszowska szlachty województwa ruskiego. Konfederaci wezwali obie strony: zwolenników Zygmunta III Wazy i Maksymiliana III Habsburga aby nie uciekali się do działań zbrojnych.
- 1655 – Potop szwedzki: skapitulował Toruń.
- 1789 – W trakcie trwania obrad Sejmu Czteroletniego odbyła się tzw. czarna procesja.
- 1806 – W pierwszą rocznicę bitwy pod Austerlitz Napoleon Bonaparte wydał w Poznaniu  odezwę do armii.
- 1853 – Jan Zeh otrzymał patent na destylację ropy naftowej.
- 1900 – Mieczysława Ćwiklińska zadebiutowała na scenie teatralnej.
- 1907 – Ukazało się pierwsze wydanie „Dziennika Bydgoskiego”.
- 1914 – I wojna światowa: rozpoczęła się bitwa pod Limanową.
- 1924 – Miasto Solec przemianowano na Solec Kujawski.
- 1936 – Urząd Wojewódzki w Wilnie zawiesił, a następnie rozwiązał Towarzystwo Szkoły Białoruskiej i Białoruski Instytut Gospodarki i Kultury.
- 1938 – Wicepremier i minister skarbu Eugeniusz Kwiatkowski ogłosił 15-letni plan gospodarczy.
- 1942 – We wsi Pobikry na Podlasiu Niemcy rozstrzelali 106 Żydów z Ciechanowca.
- 1944 – Sąd Specjalny w Lublinie skazał na karę śmierci 5 zbrodniarzy z Majdanka.
- 1946 – Oddziały UPA wysadziły 8 mostów kolejowych na odcinku Zagórz-Szczawne.
- 1951 – Otwarto Muzeum Żup Krakowskich Wieliczka[3].
- 1960 – Sejm PRL przyjął ustawę o przekształceniu Komitetu do Spraw Radiofonii w Komitet do Spraw Radia i Telewizji.
- 1969 – Powołano Centralny Ośrodek Sportu.
- 1972 – Otwarto muzeum w dworku Wincentego Pola w Lublinie.
- 1980 – Edward Gierek został usunięty z KC PZPR.
- 1981 – Siły bezpieczeństwa dokonały pacyfikacji studentów okupujących rozwiązaną Wyższą Oficerską Szkołę Pożarniczą w Warszawie.
- 1982 – Premiera filmu Krzyk w reżyserii Barbary Sass.
- 1984 – W „Tygodniku Powszechnym” została opublikowana tzw. Lista Kisiela.
- 1989 – Prezydent Wojciech Jaruzelski złożył wieniec w miejscu upamiętniającym zamordowanych górników z KWK „Wujek” w Katowicach.
- 1991 – Polska, jako pierwsze państwo na świecie, uznała oficjalnie niepodległość Ukrainy.
- 2003 – Oddano do użytku most drogowy nad cieśniną Dziwną łączący wyspę Wolin ze stałym lądem.
- 2006 – Hanna Gronkiewicz-Waltz została zaprzysiężona na stanowisku prezydenta Warszawy.
- 2013 – Otwarto polsko-ukraińskie przejście graniczne Budomierz-Hruszów.

## Wydarzenia na świecie

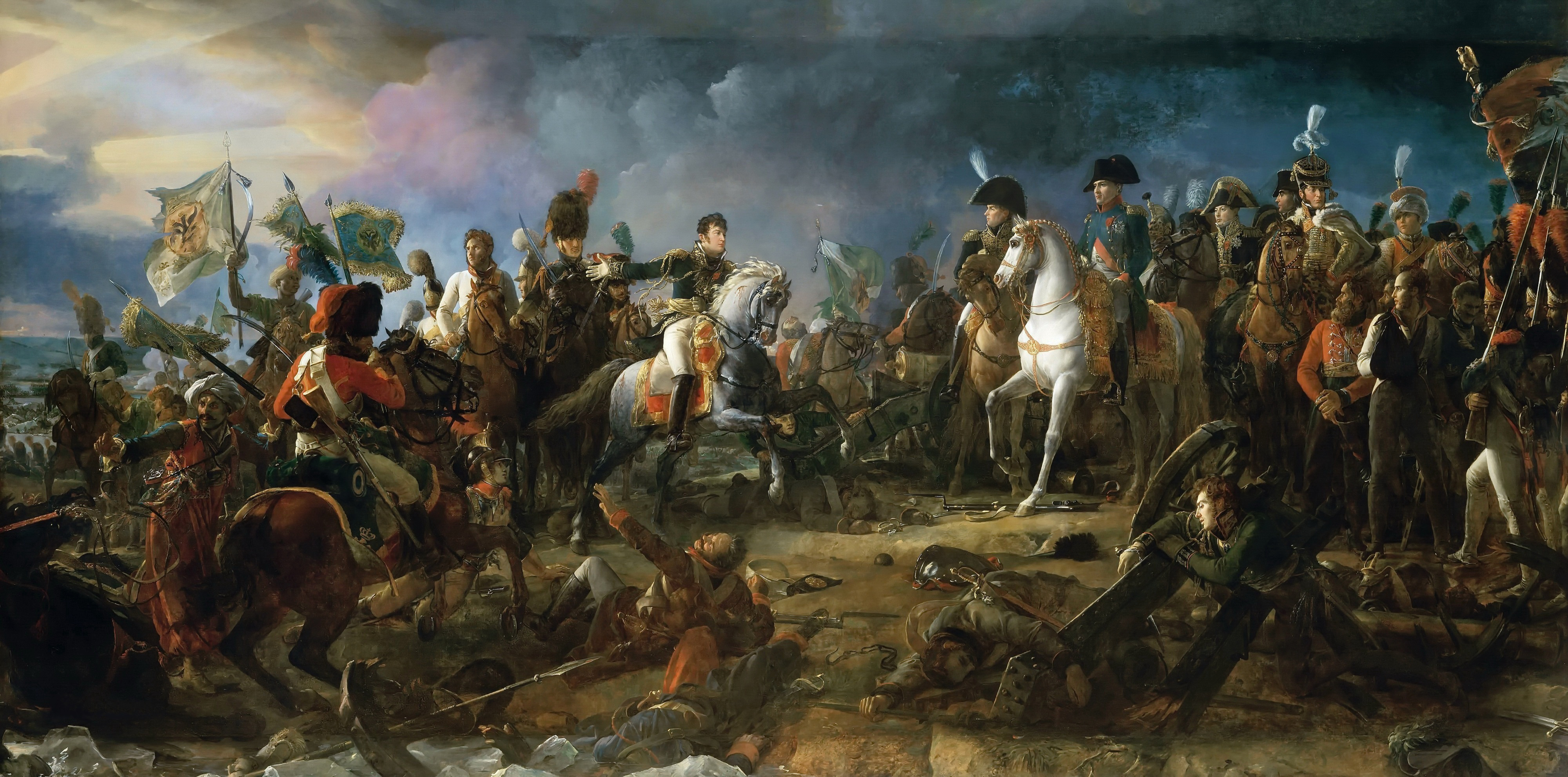
Napoleon w bitwie pod Austerlitz (1805) – obraz François Gérarda

- 1377 – Papież Grzegorz XI wydał bullę Ad Audientiam Nostram zakazującą prześladowań aleksjanów i narzucającą karę dla prześladowców.
- 1394 – Heldburg w Turyngii uzyskał prawa miejskie.
- 1409 – Założono Uniwersytet w Lipsku.
- 1501 – Królowa Kastylii i Leónu Izabela I Katolicka zwróciła się do księcia Medina-Sidonia Juana Alfonso Péreza de Guzmána z wnioskiem o włączenie Gibraltaru pod jurysdykcję korony, na co ten odpowiedział aprobatą.
- 1559 – Król Birmy i jej dominiów Bayinnaung zarządził inwazję Manipuru jako odpowiedź na rzekome wtargnięcia sił tego królestwa na terytorium Kale.
- 1572 – Wojna osiemdziesięcioletnia: wojska hiszpańskie dokonały masakry niemal wszystkich mieszkańców holenderskiego miasta Naarden.
- 1611 – Ponad 5 tys. osób zginęło w trzęsieniu ziemi w północno-wschodniej części japońskiej wyspy Honsiu.
- 1616 – Król Danii i Norwegii Chrystian IV Oldenburg ustanowił wojskowy duński Order Zbrojnego Ramienia.
- 1662 – Król Francji Ludwik XIV wjechał triumfalnie do odkupionej od Anglików Dunkierki.
- 1697 – Odprawiono pierwsze nabożeństwo w katedrze św. Pawła w Londynie.
- 1755 – Spłonęła latarnia morska Eddystone położona na skale w zachodniej części kanału La Manche.
- 1763 – W Newport w stanie Rhode Island otwarto pierwszą synagogę na terenie dzisiejszych Stanów Zjednoczonych.
- 1804 – Odbyła się koronacja Napoleona Bonaparte i Józefiny. Powstało I Cesarstwo Francuskie.
- 1805 – III koalicja antyfrancuska: zwycięstwo wojsk francuskich nad austriacko-rosyjskimi w bitwie pod Austerlitz.
- 1816 – Ukazała się powieść historyczna Waltera Scotta Czarny karzeł.
- 1823 – Prezydent USA James Monroe w przemówieniu do Kongresu przedstawił tzw. doktrynę Monroego.
- 1840 – W Paryżu odbyła się premiera opery Faworyta z muzyką Gaetana Donizettiego i librettem Alphonse’a Royera oraz Gustave’a Vaëza.
- 1847 – Zakończył się proces berliński przeciwko 254 uczestnikom polskiej konspiracji na terenie zaboru pruskiego, zrzeszonych w Centralizacji Poznańskiej i Związku Plebejuszy i oskarżonych o przygotowanie powstania wielkopolskiego w 1846 roku. 8 osób skazano na karę śmierci, 23 na karę dożywotniego pozbawienia wolności, a 103 na kary pozbawienia wolności. Pozostałych uniewinniono.
- 1848 – Cesarz Austrii Ferdynand I Habsburg abdykował na rzecz swego bratanka Franciszka Józefa I.
- 1849 – Został ustanowiony Order Franciszka Józefa.
- 1851 – We Francji prezydent Ludwik Napoleon Bonaparte przeprowadził zamach stanu. Aresztowano republikanów, rozwiązano parlament i wprowadzono stan wyjątkowy.
- 1852 – Proklamowano II Cesarstwo Francuskie; Ludwik Napoleon przyjął tytuł cesarza Francuzów jako Napoleon III Bonaparte.
- 1856 – Stoczono bitwę pod Ndondakusuka w czasie wojny domowej w państwie Zulusów.
- 1859 – Carl Edvard Rotwitt został premierem Danii.
- 1863 – Dmitrij Maskutow został mianowany ostatnim gubernatorem rosyjskiej Alaski.
- 1870 – Wojna francusko-pruska: zwycięstwo wojsk pruskich w bitwie pod Loigny.
- 1873 – W USA powstał Reformowany Kościół Episkopalny.
- 1875 – Antonio Cánovas del Castillo został po raz drugi premierem Hiszpanii.
- 1876 – Ukazało się pierwsze wydanie japońskiego dziennika „Nihon Keizai Shimbun”.
- 1877 – W Weimarze odbyła się premiera opery Samson i Dalila z muzyką Camille’a Saint-Saënsa i librettem Ferdinanda Lemaire’a.
- 1878 – II wojna brytyjsko-afgańska: zwycięstwo wojsk brytyjskich w bitwie pod Peiwar Kotal.
- 1879 – Na północnym Atlantyku zatonął brytyjski statek pasażerski „Borussia”. Zginęło 169 osób, uratowano 15.
- 1896 – Petre S. Aurelian został premierem Rumunii.
- 1899 – Wojna filipińsko-amerykańska: strategiczne zwycięstwo wojsk filipińskich i taktyczne zwycięstwo amerykańskich w bitwie na przełęczy Tirad.
- 1901 – Ukazało się pierwsze wydanie rumuńskiego tygodnika literackiego „Sămănătorul”.
- 1902:
  - Francuski astronom Auguste Charlois odkrył planetoidę (498) Tokio.
  - W holenderskim Deventer założono klub piłkarski Go Ahead Eagles.
- 1903 – Rozegrano pierwsze w historii piłkarskie derby Madrytu, w których Atlético (wówczas Athletic) pokonało Real 1:0.
- 1905 – Transatlantyk RMS „Carmania” wypłynął z Liverpoolu w swój dziewiczy rejs do Nowego Jorku.
- 1907 – Założono Fiński Komitet Olimpijski.
- 1908 – Puyi został ostatnim cesarzem Chin.
- 1916 – W Wiedniu odbyła się premiera operetki Róża Stambułu Leo Falla.
- 1920 – Klęską Ormian zakończyła się wojna armeńsko-turecka.
- 1922 – Utworzono Saudyjsko-kuwejcką strefę neutralną.
- 1924 – W trzęsieniu ziemi w centralnej części indonezyjskiej wyspy Jawa zginęło 727 osób.
- 1926 – W Wielkiej Brytanii dekretem premiera Stanleya Baldwina został zniesiony stan wojenny, wprowadzony 9 maja tego roku w odpowiedzi na strajk generalny.
- 1927 – Na XV Zjeździe WKP(b) Lew Trocki został usunięty z partii pod zarzutem prowadzenia działalności antypartyjnej.
- 1929 – Założono kabowerdyjski klub sportowy Sporting Praia.
- 1931 – W Salwadorze doszło do wojskowego zamachu stanu.
- 1934 – Dzień po zabójstwie pierwszego sekretarza komitetu leningradzkiego i członka Biura Politycznego Komitetu Centralnego WKP(b) Siergieja Kirowa, w ZSRR został ogłoszony dekret o terrorze, przewidujący tryb przyspieszony w sprawach o „akty terrorystyczne”, ich przygotowanie, podżeganie i pomocnictwo. Jednocześnie wyroki śmierci na skazanych w tych sprawach miały być wykonywane bezzwłocznie.
- 1938 – W ramach programu „Kindertransport” do Wielkiej Brytanii przybyła pierwsza grupa 196 żydowskich dzieci z III Rzeszy.
- 1939 – Otwarto Port lotniczy Nowy Jork-LaGuardia.
- 1941 – Wojna kontynuacyjna: zwycięstwo wojsk fińskich nad radzieckimi w bitwie o półwysep Hanko (30 czerwca-2 grudnia).
- 1942:
  - Kampania śródziemnomorska: w bitwie koło Ławicy Skerki zginęło około 2200 włoskich marynarzy.
  - Konstandinos Logotetopulos został premierem Grecji.
  - Włoski fizyk Enrico Fermi uruchomił w Chicago pierwszy reaktor jądrowy.
- 1943 – Kampania włoska: 96 niemieckich bombowców Junkers Ju 88 przeprowadziło nocny nalot na włoski port Bari nad Morzem Adriatyckim, w wyniku którego zginęło ok. 2 tys. osób, a alianci stracili 28 statków.
- 1945:
  - Gen. Eurico Gaspar Dutra wygrał wybory prezydenckie w Brazylii.
  - Komuniści zdobyli wszystkie 82 mandaty w wyborach do Zgromadzenia Albanii.
- 1946:
  - Powstała Międzynarodowa Komisja Wielorybnictwa (IWC) z siedzibą w brytyjskim Cambridge.
  - Z połączenia niemieckich stref okupacyjnych amerykańskiej i brytyjskiej utworzono Bizonię.
- 1948 – Dokonano oblotu amerykańskiego samolotu szkolno-treningowego Beechcraft T-34 Mentor.
- 1949:
  - W Bostonie odbyła się premiera Turangalîla-Symphonie Oliviera Messiaena.
  - Zainaugurował działalność Uniwersytet w Sarajewie.
- 1952 – I wojna indochińska: zwycięstwo wojsk francuskich nad wietnamskimi w bitwie pod Nà Sản.
- 1954 – W Waszyngtonie podpisano traktat amerykańsko-tajwański o wzajemnej obronie.
- 1956 – Oddział Fidela Castro wylądował na Kubie – początek rewolucji kubańskiej.
- 1959 – 423 osoby zginęły w wyniku runięcia Zapory Malpasset we Francji.
- 1960 – Papież Jan XXIII spotkał się w Watykanie z arcybiskupem Geoffreyem Fisherem. Było to pierwsze w historii spotkanie głów Kościołów katolickiego i anglikańskiego.
- 1961 – Fidel Castro w przemówieniu z okazji 5. rocznicy wybuchu rewolucji kubańskiej oznajmił, że jest marksistą-leninistą i zapowiedział budowę komunizmu na Kubie.
- 1963 – W ogrodzie zoologicznym w stolicy Szkocji Edynburgu padł w wieku 22 lat znany ze służby w armii gen. Andersa syryjski niedźwiedź brunatny Wojtek.
- 1967 – Omar Bongo został prezydentem Gabonu.
- 1971 – Utworzono federację Zjednoczonych Emiratów Arabskich.
- 1972 – Na Kubie ustanowiono Order José Martí.
- 1975:
  - 91 osób zginęło, a 150 zostało rannych w izraelskim nalocie na obozy palestyńskie w Libanie.
  - Proklamowano Ludowo-Demokratyczną Republikę Laosu.
- 1976 – Fidel Castro został prezydentem Kuby.
- 1977 – 59 osób zginęło w katastrofie bułgarskiego Tu-154B w Libanie.
- 1979 – W Iranie przeprowadzono referendum w wyniku którego władzę absolutną przejął ajatollah Ruhollah Chomejni.
- 1980:
  - Na Alasce utworzono 8 parków narodowych.
  - Wojna domowa w Salwadorze: amerykańskie katolickie misjonarki Ita Ford, Dorothy Kazel i Maura Clarke oraz świecka misjonarka Jean Donovan zostały zgwałcone i zamordowane przez 5 członków rządowego szwadronu śmierci.
- 1982 – W klinice Uniwersytetu Utah w Salt Lake City 61-letni Barney Clark został pierwszą osobą na świecie, której wszczepiono sztuczne serce (zmarł 112 dni później).
- 1984 – Papież Jan Paweł II opublikował adhortację Reconciliatio et paenitentia.
- 1988:
  - Benazir Bhutto została premierem Pakistanu.
  - Premiera amerykańskiej komedii sensacyjnej Naga broń: Z akt Wydziału Specjalnego w reżyserii Davida Zuckera.
- 1989:
  - Na Malcie rozpoczęło się dwudniowe spotkanie na szczycie Bush-Gorbaczow.
  - Vishwanath Pratap Singh został premierem Indii.
- 1990:
  - Władzę w Czadzie przejął przywódca rebeliantów Idriss Déby.
  - W Niemczech odbyły się wybory do Bundestagu.
- 1992 – Bronislovas Lubys został premierem Litwy.
- 1993 – W strzelaninie z siłami bezpieczeństwa w Medellín zginął kolumbijski baron narkotykowy Pablo Escobar.
- 1994 – U wybrzeży Somalii spłonął i zatonął statek wycieczkowy „Achille Lauro”.
- 1997:
  - 67 górników zginęło w wyniku wybuchu metanu w kopalni „Zyrianowskaja” w obwodzie kemerowskim w Rosji.
  - Papież Jan Paweł II utworzył Archidiecezję Vaduz w Liechtensteinie.
  - W Waszyngtonie oddano do użytku halę sportową Capital One Arena.
- 2001:
  - Amerykańska korporacja Enron ogłosiła bankructwo.
  - Założono partię polityczną Jedna Rosja.
- 2004 – Armando Guebuza zwyciężył w wyborach prezydenckich w Mozambiku.
- 2007:
  - Odbyło się referendum konstytucyjne w Wenezueli.
  - W wyborach parlamentarnych w Rosji zwyciężyło ugrupowanie Jedna Rosja zdobywając 315 na 450 mandatów w Dumie Państwowej.
- 2008:
  - Po kilkumiesięcznych protestach społecznych i rozwiązaniu przez Sąd Konstytucyjny rządzącej Partii Władzy Ludu podał się do dymisji premier Tajlandii Somchai Wongsawat.
  - Werner Faymann został kanclerzem Austrii.
- 2010:
  - Rosja została wybrana na organizatora XXI Mistrzostw Świata w Piłce Nożnej w 2018 roku.
  - Katar został wybrany na organizatora XXII Mistrzostw Świata w Piłce Nożnej w 2022 roku.
- 2011 – W Kijowie przeprowadzono losowanie fazy grupowej Euro 2012.
- 2012 – Były premier Borut Pahor pokonał ubiegającego się o reelekcję Danila Türka w II turze wyborów prezydenckich w Słowenii.
- 2015 – 16 osób zginęło (w tym dwoje sprawców), a 23 zostały ranne w strzelaninie w ośrodku pomocy niepełnosprawnym San Bernardino w Kalifornii.
- 2016 – W wyniku pożaru klubu nocnego w Oakland w Kalifornii zginęło 36 osób, a 2 odniosły obrażenia.
- 2019 – Prithvirajsing Roopun został prezydentem Mauritiusa.
- 2023 -- Rozlosowano grupy Mistrzostw Europy w Piłce Nożnej 2024

## Eksploracja kosmosu
- 1971 – Program Mars: radziecka sonda Mars 3 jako pierwsza wylądowała miękko na Marsie.
- 1974 – Rozpoczęła się załogowa misja kosmiczna Sojuz 16.
- 1993 – Załoga wahadłowca Endeavour rozpoczęła naprawę Kosmicznego Teleskopu Hubble’a.
- 1995 – Amerykańsko-europejska sonda badawcza SOHO została umieszczona na orbicie okołosłonecznej.

## Urodzili się
- 1066 – Irena Dukaina, cesarzowa bizantyńska (zm. 1133)
- 1501 – Barnim IX Pobożny, książę pomorski (zm. 1573)
- 1554 – Magdalena Mortęska, polska benedyktynka, ksieni, autorka dzieł religijnych, Służebnica Boża (zm. 1631)
- 1563 – Muzio Vitelleschi, włoski jezuita, generał zakonu (zm. 1645)
- 1578 – Agostino Agazzari, włoski kompozytor, organista, teoretyk muzyki (zm. 1640)
- 1594 – Magnus Wirtemberski-Neuenbürg, niemiecki arystokrata, wojskowy (zm. 1622)
- 1612 – (data chrztu) David Ryckaert III, flamandzki malarz (zm. 1661)
- 1629 – Wilhelm Egon von Fürstenberg, niemiecki duchowny katolicki, biskup Strasburga, kardynał (zm. 1704)
- 1642 – Mikołaj Roland, francuski duchowny katolicki, błogosławiony (zm. 1678)
- 1652 – Karolina Piastówna, księżniczka legnicko-brzeska, ostatni przedstawiciel dynastii Piastów (zm. 1707)
- 1670 – Johann Anastasius Freylinghausen, niemiecki teolog protestancki, kompozytor (zm. 1739)
- 1682 – Domenico Passionei, włoski kardynał (zm. 1761)
- 1694 – William Shirley, brytyjski administrator kolonialny (zm. 1771)
- 1695 – Andrzej Stanisław Załuski, polski duchowny katolicki, biskup krakowski, kanclerz wielki koronny, opat komendatoryjny (zm. 1758)
- 1696 – Daniel de Superville, niderlandzki lekarz (zm. 1773)
- 1699 – Gaston Charles Pierre de Lévis de Mirepoix, francuski arystokrata, wojskowy, dyplomata, marszałek Francji (zm. 1757)
- 1728 – Ferdinando Galiani, włoski ekonomista, dyplomata (zm. 1787)
- 1736 – Richard Montgomery, amerykański generał (zm. 1775)
- 1743 – Franciszek Ksawery Bianchi, włoski barnabita, święty (zm. 1815)
- 1759 – James Edward Smith, brytyjski botanik (zm. 1828)
- 1760:
  - John Breckinridge, amerykański prawnik, polityk, prokurator generalny (zm. 1806)
  - Joseph Graetz, niemiecki kompozytor, organista, pedagog (zm. 1826)
- 1762 – Franciszek Ksawery Dmochowski, polski pijar, polityk, poeta, publicysta, tłumacz (zm. 1808)
- 1764 – Ludwik Metzell, polski oficer, inżynier budowlany, architekt (zm. 1848)
- 1776 – Anioł Dowgird, polski kaznodzieja, filozof, logik (zm. 1835)
- 1804 – Charles de Chilly, francuski aktor (zm. 1872)
- 1806:
  - Charles Henry Dessalines d’Orbigny, francuski botanik, geolog (zm. 1876)
  - Jan Henryk X Hochberg, niemiecki arystokrata, przemysłowiec, polityk (zm. 1855)
- 1808 – John Lewis Russell, amerykański botanik (zm. 1873)
- 1809 – Katharina Diez, niemiecka poetka, pisarka (zm. 1882)
- 1811:
  - Jean-Charles Chapais, kanadyjski polityk (zm. 1885)
  - Napoleon Iłłakowicz, polski malarz, dekorator (zm. 1861)
- 1813:
  - Melchior de Marion-Brésillac, francuski duchowny katolicki, misjonarz, Sługa Boży (zm. 1859)
  - Henryk Wodzicki, polski hrabia, ziemianin, polityk (zm. 1884)
- 1816 – Marta Le Bouteiller, francuska zakonnica, błogosławiona (zm. 1883)
- 1817:
  - José Mármol, argentyński pisarz, dziennikarz (zm. 1871)
  - Heinrich von Sybel, niemiecki historyk, polityk (zm. 1895)
  - Franciszka Werner, niemiecka elżbietanka, Służebnica Boża (zm. 1885)
- 1820 – Jelizawieta Achmatowa, rosyjska pisarka, wydawczyni, tłumaczka (zm. 1904)
- 1822 – Teodor Knorr, polski malarz portrecista (zm. po 1840)
- 1823 – Leon Dembowski, polski malarz (zm. 1904)
- 1825:
  - Piotr II, cesarz Brazylii (zm. 1891)
  - Krišjānis Valdemārs, łotewski pisarz, publicysta, wydawca, polityk (zm. 1891)
- 1826 – Maria Soledad Torres Acosta, hiszpańska zakonnica, święta (zm. 1887)
- 1831 – Paul Du Bois-Reymond, niemiecki matematyk (zm. 1889)
- 1833:
  - Schomberg Kerr, brytyjski arystokrata, polityk, dyplomata (zm. 1900)
  - Édouard Riou, francuski malarz, ilustrator (zm. 1900)
- 1834:
  - Juliusz Heinzel, polski przedsiębiorca pochodzenia niemieckiego (zm. 1895)
  - Władysław Kulczycki, polski dziennikarz, publicysta, poeta, dyplomata, działacz emigracyjny (zm. 1895)
  - Fryderyk Zoll (starszy), polski prawnik, polityk (zm. 1917)
- 1838 – Heinrich Köbner, niemiecki dermatolog (zm. 1904)
- 1839 – Franz Segenschmid, austriacki architekt (zm. 1888)
- 1845 – Alojzy Szarłowski, polski historyk (zm. 1911)
- 1846 – Pierre-Marie-René Waldeck-Rousseau, francuski polityk, premier Francji (zm. 1904)
- 1848 – Mary Slessor, szkocka misjonarka, pacyfistka, wolontariuszka (zm. 1915)
- 1849 – Adam Dembicki von Wrocień, polski generał-porucznik armii austro-węgierskiej (zm. 1933)
- 1851:
  - Franciszek Jawdyński, polski chirurg (zm. 1896)
  - Edward von Ropp, polski duchowny katolicki pochodzenia niemieckiego, biskup tyraspolski i wileński, arcybiskup mohylewski (zm. 1939)
- 1852 – Tadeusz Rutowski, polski dziennikarz, publicysta, polityk (zm. 1918)
- 1853 – Fritz Geiges, niemiecki malarz (zm. 1935)
- 1854 – Adolf Kitschman, polski aktor, śpiewak, reżyser teatralny, librecista (zm. 1917)
- 1855 – Jan Franciszek Konopka, polski ziemianin, działacz społeczny, polityk (zm. 1948)
- 1856:
  - Robert Kajanus, fiński kompozytor, dyrygent (zm. 1933)
  - Louis Zutter, szwajcarski gimnastyk (zm. 1946)
- 1858 – Paul Knötel, niemiecki historyk sztuki, nauczyciel i publicysta (zm. 1934)[4]
- 1859 – Georges Seurat, francuski malarz (zm. 1891)
- 1860:
  - Wentworth Beaumont, brytyjski arystokrata, polityk (zm. 1923)
  - Franciszek Fierich, polski prawnik (zm. 1928)
  - Charles Thomas Studd, brytyjski krykiecista, misjonarz (zm. 1931)
- 1861 – Franciszek Stefczyk, polski ekonomista, działacz spółdzielczy (zm. 1924)
- 1868 – Francis Jammes, francuski poeta, prozaik, dramaturg, krytyk literacki (zm. 1938)
- 1869 – Jonas Cohn, niemiecki filozof, pedagog (zm. 1947)
- 1874 – Joseph Olivier, francuski rugbysta (zm. 1901)
- 1875 – Emanuel Vigeland, norweski malarz, witrażysta, rzeźbiarz, architekt (zm. 1948)
- 1879 – Rudolf Friml, amerykański kompozytor, pianista (zm. 1972)
- 1882 – Bronisław Matyjewicz-Maciejewicz, polski pilot (zm. 1911)
- 1883 – Jan Janusz, polski aktor, reżyser (zm. 1935)
- 1885 – George Minot, amerykański internista, fizjopatolog, laureat Nagrody Nobla (zm. 1950)
- 1886 – Pranas Dovydaitis, litewski filozof, dziennikarz, polityk, premier Litwy (zm. 1942)
- 1887:
  - Stanisław Tadeusz Podoleński, polski jezuita, socjolog, pedagog, męczennik, Sługa Boży (zm. 1945)
  - Kazimierz Ziembiński, polski major inżynier pilot (zm. 1963)
- 1889 – Earl Devore, amerykański kierowca wyścigowy (zm. 1928)
- 1890:
  - Tomasz Bartoszek, polski samorządowiec, polityk, poseł na Sejm RP (zm. 1969)
  - Ołeksandr Szumski, ukraiński polityk komunistyczny (zm. 1946)
- 1891 – Otto Dix, niemiecki malarz (zm. 1969)
- 1892:
  - Gieorgij Atarbekow, ormiański bolszewik, czekista (zm. 1925)
  - Thorvald Eigenbrod, duński hokeista na trawie (zm. 1977)
  - Robert Pražák, czechosłowacki gimnastyk (zm. 1966)
  - Ivar Smilga, łotewski rewolucjonista, bolszewik (zm. 1937)
- 1893:
  - Marian Kułakowski, polski podpułkownik dyplomowany artylerii, działacz niepodległościowy (zm. 1980)
  - Leo Ornstein, amerykański kompozytor, pianista pochodzenia żydowskiego (zm. 2002)
- 1894:
  - Helena Buczyńska, polska aktorka, reżyserka, tancerka, choreografka (zm. 1957)
  - Maria Eugeniusz od Dzieciątka Jezus Grialou, francuski karmelita, błogosławiony (zm. 1967)
  - Warren William, amerykański aktor (zm. 1948)
- 1895:
  - Erwin Casmir, niemiecki szermierz (zm. 1982)
  - Alois Heldmann, niemiecki pilot wojskowy, as myśliwski (zm. 1983)
- 1896:
  - Jan Drewnowski, polski filozof, logik, myśliciel katolicki (zm. 1978)
  - Alfons Tracki, niemiecki marysta, męczennik, błogosławiony (zm. 1946)
- 1897 – Franciszek Stoltman, polski policjant i wojskowy, kawaler Orderu Virtuti Militari (zm. ?)
- 1898:
  - Indra Lal Roy, indyjski pilot wojskowy, as myśliwski (zm. 1918)
  - Franciszek Szelągowski, polski inżynier budownictwa (zm. 1973)
- 1899:
  - Barbara Halmirska, polska aktorka (zm. 1973)
  - Jan Nosek, polski adwokat, polityk, poseł na Sejm RP (zm. 1944)
- 1900:
  - Willy Rösingh, holenderski wioślarz (zm. 1976)
  - Zenon Schreyer, polski major saperów (zm. 1944)
- 1901 – Raimundo Orsi, argentyńsko-włoski piłkarz (zm. 1986)
- 1902:
  - Eli’ezer Liwna, izraelski polityk (zm. 1975)
  - Władysław Ścibor-Bogusławski, polski żołnierz AK, uczestnik powstania warszawskiego (zm. 1945)
- 1903 – Roman Gesing, polski leśnik, polityk, minister leśnictwa i przemysłu drzewnego (zm. 1975)
- 1904:
  - Alfredo Alves, brazylijski piłkarz (zm. 1975)
  - Feliks Olszak, polski inżynier, wykładowca akademicki (zm. 1965)
- 1905:
  - Moses Asch, amerykański producent muzyczny (zm. 1986)
  - Stefan Matuszewski, polski polityk, minister informacji i propagandy, członek Rady Państwa (zm. 1985)
  - Osvaldo Pedro Pugliese, argentyński muzyk tanga (zm. 1995)
- 1906:
  - Daniel Dajani, albański jezuita, męczennik, błogosławiony (zm. 1946)
  - Franz Reichleitner, niemiecki funkcjonariusz nazistowski, zbrodniarz wojenny (zm. 1944)
  - Donald Woods, amerykański aktor pochodzenia kanadyjskiego (zm. 1998)
- 1907 – Harold T. Johnson, amerykański polityk (zm. 1988)
- 1908:
  - Helena Bechlerowa, polska autorka książek dla dzieci, tłumaczka (zm. 1995)
  - Nikołaj Żukow, rosyjski grafik, ilustrator (zm. 1973)
- 1909:
  - Arvo Askola, fiński lekkoatleta, długodystansowiec (zm. 1975)
  - Marion Dönhoff, niemiecka dziennikarka, publicystka, pisarka (zm. 2002)
  - Walenty Kłyszejko, estoński koszykarz, trener, działacz sportowy pochodzenia polskiego (zm. 1987)
  - Ewa Korczyńska, oficer Armii Krajowej, odznaczona Orderem Virtuti Militari (zm. 2001)
  - Sybille Schmitz, niemiecka aktorka (zm. 1955)
- 1910:
  - Taisto Mäki, fiński lekkoatleta, długodystansowiec (zm. 1979)
  - Robert Paige, amerykański aktor (zm. 1987)
  - František Šimůnek, czeski narciarz klasyczny (zm. 1989)
- 1911:
  - Tommy Price, brytyjski żużlowiec (zm. 1997)
  - Aleksander Wróblewski, polski entomolog (zm. 1985)
- 1912:
  - Franciszek Grochalski, polski polityk, poseł na Sejm PRL (zm. 1967)
  - Kazimierz Józef Hess, polski komandor (zm. 1992)
- 1913:
  - Arne Ileby, norweski piłkarz (zm. 1999)
  - Esmé MacKinnon, brytyjska narciarka alpejska (zm. 1999)
  - Paul Mann, kanadyjski aktor (zm. 1985)
  - Włodzimierz Sznarbachowski, polski poeta, prozaik, publicysta (zm. 2003)
- 1914:
  - Anna Chojnacka, polska fotografka (zm. 2007)
  - Bill Erwin, amerykański aktor (zm. 2010)
  - Adolph Green, amerykański poeta, autor tekstów piosenek, aktor pochodzenia żydowskiego (zm. 2002)
  - Ehrenfried Patzel, czechosłowacki piłkarz, bramkarz pochodzenia niemieckiego (zm. 2004)
  - Ray Walston, amerykański aktor (zm. 2001)
- 1915:
  - Franco Andreoli, szwajcarski piłkarz, trener (zm. 2009)
  - Halina Jabłońska, polska działaczka młodzieżowa i kobieca, kapitan AK (zm. 1996)
  - Jan Karol Kostrzewski, polski lekarz epidemiolog, polityk, minister zdrowia i opieki społecznej (zm. 2005)
  - Genowefa Lichocińska, polska pedagog, działaczka turystyczna (zm. 1995)
  - Mikasa, japoński książę, orientalista, archeolog (zm. 2016)
  - Marais Viljoen, południowoafrykański polityk, prezydent RPA (zm. 2007)
- 1916:
  - Mieczysław Altman, polsko-amerykański matematyk pochodzenia żydowskiego (zm. 1997)
  - Józef Boguszewski, polski żołnierz AK, uczestnik podziemia antykomunistycznego (zm. 1951)
  - Nancye Wynne Bolton, australijska tenisistka (zm. 2001)
- 1917 – Ezra Stone, amerykański aktor, reżyser filmowy pochodzenia żydowskiego (zm. 1994)
- 1919:
  - Franciszek Burian, polski ginekolog, działacz społeczny, polityk, poseł na Sejm PRL (zm. 1987)
  - Carlo Alberto Galluzzi, włoski polityk (zm. 2000)
  - Julius Ludorf, niemiecki piłkarz, trener (zm. 2015)
  - Arne Mattsson, szwedzki reżyser i scenarzysta filmowy (zm. 1995)
  - Bogdan Wnętrzewski, polski architekt (zm. 2007)
  - Bibiano Zapirain, urugwajski piłkarz (zm. 2000)
- 1920:
  - Zdzisław Mikulski, polski geograf, wykładowca akademicki (zm. 2016)
  - Géo Voumard, szwajcarski pianista jazzowy, producent muzyczny (zm. 2008)
- 1921:
  - Carlo Furno, włoski kardynał, nuncjusz apostolski (zm. 2015)
  - Isabella Lugoski-Karle, amerykańska chemik, krystalograf pochodzenia polskiego (zm. 2017)
  - Nikołaj Maslennikow, radziecki polityk (zm. 2013)
  - Zdzisław Stropek, polski ekonomista (zm. 2011)
  - Henryk Szapiel, polski szachista (zm. 1954)
- 1922 – Jekatierina Kalinczuk, rosyjska gimnastyczka (zm. 1997)
- 1923:
  - Maria Callas, grecka śpiewaczka operowa (sopran) (zm. 1977)
  - Aleksandr Jakowlew, rosyjski ekonomista, polityk (zm. 2005)
- 1924:
  - Alexander Haig, amerykański polityk, sekretarz stanu (zm. 2010)
  - Mieczysław Krauze, polski pediatra, profesor nauk medycznych (zm. 2023)
  - Joanna Rostocka, polska dziennikarka i prezenterka telewizyjna (zm. 2001)
  - Vilgot Sjöman, szwedzki reżyser i scenarzysta filmowy (zm. 2006)
- 1925:
  - Julie Harris, amerykańska aktorka (zm. 2013)
  - Thorsten Lindqvist, szwedzki pięcioboista nowoczesny (zm. 2002)
- 1926:
  - Anna Andrusikiewicz, polska przewodniczka turystyczna (zm. 2012)
  - Anna Boharewicz-Richter, polska nauczycielka, publicystka (zm. 2015)
- 1927:
  - Ralph Beard, amerykański koszykarz (zm. 2007)
  - Piotr Breus, rosyjski piłkarz wodny (zm. 2000)
  - Antoni Jasiński, polski generał broni (zm. 2006)
  - Benedict Singh, gujański duchowny katolicki, biskup Georgetown (zm. 2018)
  - Jimmy Sangster, brytyjski reżyser i scenarzysta filmowy (zm. 2011)
  - Gaziza Żubanowa, kazachska kompozytorka (zm. 1993)
- 1928:
  - Bianca Berini, włoska śpiewaczka operowa (mezzosopran) (zm. 2004)
  - Rıdvan Bolatlı, turecki piłkarz (zm. 2022)
  - Guy Bourdin, francuski fotograf (zm. 1991)
  - Jan Raszka, polski kombinator norweski (zm. 2007)
- 1929:
  - Wiesław Bek, polski dziennikarz, polityk, dyplomata (zm. 2016)
  - Lowell North, amerykański żeglarz sportowy (zm. 2019)
  - Jan Orzechowski, polski polityk, senator RP (zm. 1998)
- 1930:
  - Gary Becker, amerykański ekonomista, laureat Nagrody Banku Szwecji im. Alfreda Nobla w dziedzinie ekonomii (zm. 2014)
  - Vlatko Pavletić, chorwacki polityk (zm. 2007)
  - David Piper, brytyjski kierowca wyścigowy
  - Ewa Starowieyska, polska scenografka (zm. 2012)
- 1931:
  - Wynton Kelly, amerykański pianista jazzowy pochodzenia jamajskiego (zm. 1971)
  - Hilário Moser, brazylijski duchowny katolicki, biskup Tubarão
  - Nadja Regin, serbska aktorka (zm. 2019)
  - Emiel Van Cauter, belgijski kolarz szosowy (zm. 1975)
- 1932:
  - Eftimios Christodulu, grecki ekonomista, bankowiec, polityk
  - Alfred Hughes, amerykański duchowny katolicki, arcybiskup metropolita Nowego Orleanu
  - Vítor Pereira Crespo, portugalski chemik, wykładowca akademicki, polityk (zm. 2014)
- 1933:
  - Jorge Bátiz, argentyński kolarz szosowy i torowy
  - Michael Larrabee, amerykański lekkoatleta, sprinter (zm. 2003)
  - Włodzimierz Plaskota, polski kompozytor, artysta kabaretowy (zm. 2005)
- 1934:
  - Tarcisio Bertone, włoski kardynał, sekretarz stanu Stolicy Apostolskiej
  - Wiesław Gwiżdż, polski polityk (zm. 2008)
  - Wołodymyr Sereda, ukraiński polityk, działacz społeczny
- 1935:
  - Nicolae Labiș, rumuński poeta (zm. 1956)
  - Ljubomir Simović, serbski poeta, dramaturg (zm. 2025)
  - Pit Schubert, niemiecki autor literatury faktu (zm. 2024)
- 1936:
  - Peter Duesberg, amerykański biolog pochodzenia niemieckiego
  - Mitică Popescu, rumuński aktor (zm. 2023)
  - Alicja Wyszyńska, polska aktorka (zm. 2016)
- 1937:
  - Enver Bukić, słoweński szachista (zm. 2017)
  - Brian Lumley, brytyjski pisarz (zm. 2024)
- 1938:
  - Luis Artime, argentyński piłkarz
  - Jan Hesse, polski operator filmowy (zm. 2022)
  - Władimir Orłow, rosyjski łyżwiarz szybki
  - Stanisław Węgłowski, polski polityk, poseł na Sejm RP (zm. 1997)
- 1939:
  - Patricio Alo, filipiński duchowny katolicki, biskup Mati (zm. 2021)
  - Barbara Jantz, polska pisarka (zm. 1994)
  - Arkoç Özcan, turecki piłkarz, trener (zm. 2021)
  - Harry Reid, amerykański polityk, senator (zm. 2021)
- 1940:
  - John Ekels, kanadyjski żeglarz sportowy
  - Jairo Jaramillo Monsalve, kolumbijski duchowny katolicki, arcybiskup Barranquilli
- 1941:
  - Ahn Jung-hyo, południowokoreański pisarz, tłumacz (zm. 2023)
  - Bożena Kania, polska lekkoatletka, wieloboistka i płotkarka (zm. 2014)
  - William Lee, irlandzki duchowny katolicki, biskup Waterford i Lismore (zm. 2024)
  - Jörg Neumann, niemiecki lekkoatleta, płotkarz
  - Sugar Ramos, kubańsko-meksykański bokser (zm. 2017)
- 1942:
  - Marek Ałaszewski, polski gitarzysta, kompozytor, autor tekstów, członek zespołu Klan (zm. 2023)
  - John D. Collins, brytyjski aktor
  - Ryszard Gabryś, polski kompozytor, pedagog
  - Anna Woźniakowska, polska dziennikarka, krytyk muzyczny
- 1943:
  - Wayne Allard, amerykański polityk, senator
  - Jan Paweł Kruk, polski aktor
  - Renata Tykierka, polska pływaczka
- 1944:
  - Ibrahim Rugova, albański polityk, prezydent Kosowa (zm. 2006)
  - Botho Strauß, niemiecki pisarz
- 1945 – Michaił Surkow, rosyjski wojskowy, polityk
- 1946:
  - Andriej Chotiejew, rosyjski pianista (zm. 2021)
  - Mark Hanson, amerykański biskup luterański
  - Anette Olsen, duńska reżyserka filmowa
  - Gianni Sartori, włoski kolarz torowy
  - Joanna Sobieska, polska aktorka
  - Gianni Versace, włoski dyktator mody (zm. 1997)
- 1947:
  - Tomasz Bańkowski, polski przedsiębiorca, polityk, poseł na Sejm RP
  - Ntare V Ndizeye, król Burundi (zm. 1972)
  - Renny Rye, amerykański reżyser filmowy
  - Rudolf Scharping, niemiecki polityk
- 1948:
  - Robert Christian, amerykański duchowny katolicki, biskup pomocniczy San Francisco (zm. 2019)
  - Barbara Czarniawska, polska socjolog, profesor zarządzania (zm. 2024)
  - Gebhard Fürst, niemiecki duchowny katolicki, biskup Rottenburga-Stuttgartu
  - Patricia Hewitt, brytyjska polityk
  - Kazimierz Mazur, polski aktor (zm. 2022)
  - Antonín Panenka, czeski piłkarz
  - Jan Prochyra, polski aktor, reżyser teatralny (zm. 2015)
- 1949:
  - Artaszes Geghamian, ormiański polityk, samorządowiec, prezydent Erywania (zm. 2024)
  - Shūichi Ikeda, japoński aktor
  - Jean-François Jodar, francuski piłkarz, trener
  - Grażyna Odrowąż-Sypniewska, polska profesor nauk medycznych
  - Peter Parapullil, indyjski duchowny katolicki, biskup Jhansi
  - Joanna Szczęsna, polska dziennikarka, reporterka, pisarka
  - Jan Szczurek, polski poeta
- 1950:
  - Jan Rusinek, polski szachista, kompozytor szachowy
  - Paul Watson, kanadyjski aktywista, współzałożyciel Greenpeace
- 1951:
  - Zinaida Julea, mołdawska piosenkarka
  - Tadeusz Kusy, polski duchowny katolicki, franciszkanin, biskup Kaga-Bandoro (zm. 2024)
  - Henryk Majewski, polski działacz sportowy, polityk, minister spraw wewnętrznych
  - József Tóth, węgierski piłkarz (zm. 2022)
- 1952:
  - Ahmad Ubajd ibn Daghr, jemeński polityk, premier Jemenu
  - José Antonio Fernández Hurtado, meksykański duchowny katolicki, arcybiskup Durango
  - Ulrich Karnatz, niemiecki wioślarz
  - Andreas Mölzer, austriacki dziennikarz, polityk
  - Visar Zhiti, albański dziennikarz, poeta, prozaik, tłumacz
- 1953:
  - Manfred Beer, niemiecki biathlonista
  - Carlos Garcia Palermo, włoski szachista, trener pochodzenia argentyńskiego
  - Ana Lovrin, chorwacka polityk
  - Zbigniew Podraza, polski lekarz, polityk, samorządowiec, poseł na Sejm RP, prezydent Dąbrowy Górniczej
  - Piotr Stomma, polski inżynier, urzędnik państwowy
- 1954:
  - Dan Butler, amerykański aktor
  - Zdzisław Dybowski, polski siatkarz
  - Aleksandra Kaczyńska, polska wioślarka
  - Maria Nowakowska, polska etnograf, polityk, poseł na Sejm RP
  - Johan Van Hecke, belgijski i flamandzki polityk
- 1955:
  - Henryk Charucki, polski kolarz szosowy
  - Teresa Dębowska, polska szachistka
  - Bernard Taiji Katsuya, japoński duchowny katolicki, biskup Sapporo
- 1956:
  - Steven Bauer, kubańsko-amerykański reżyser i producent filmowy
  - Marek Kurzyk, polski kontradmirał
  - Zbigniew Stelmasiak, polski piłkarz (zm. 2015)
  - Roma Žakaitienė, litewska prawnik, działaczka społeczna i związkowa, polityk
- 1957:
  - Jan Engelgard, polski historyk, samorządowiec, członek zarządu województwa mazowieckiego
  - Wojciech Florek, polski fizyk
  - Johannes Hahn, austriacki samorządowiec, polityk
  - Dagfinn Høybråten, norweski polityk
- 1958:
  - Ezio Gamba, włoski judoka
  - George Saunders, amerykański pisarz
  - Tadeusz Zatwarnicki, polski entomolog, wykładowca akademicki
- 1959:
  - Felice Accrocca, włoski duchowny katolicki, arcybiskup Benewentu
  - Greg Barton, amerykański kajakarz
  - Paweł Iwaszkiewicz, polski flecista
  - Piotr Iwaszkiewicz, polski filolog klasyczny, dyplomata
  - Andrzej Kłopotek, polski polityk, poseł na Sejm RP (zm. 2015)
  - Dárius Rusnák, słowacki hokeista
  - Wisława Świątek, polska aktorka
- 1960:
  - Siergiej Butenko, rosyjski piłkarz, trener
  - Nicholas Dingley, brytyjski perkusista, członek zespołu Hanoi Rocks (zm. 1984)
  - Justus von Dohnányi, niemiecki aktor pochodzenia węgierskiego
  - Deb Haaland, amerykańska polityk, kogreswoman
  - Jacek Mikołajczak, polski aktor, lektor
  - Anda Šafranska, francuska szachistka pochodzenia łotewskiego
  - Enrique Sánchez Martínez, meksykański duchowny katolicki, biskup Nuevo Laredo
  - Rick Savage, brytyjski basista, członek zespołu Def Leppard
- 1961:
  - Urszula Biel, polska filmoznawczyni
  - Sunder Nix, amerykański lekkoatleta, sprinter
- 1962:
  - Włado Buczkowski, macedoński polityk, premier Macedonii Północnej
  - Brendan Coyle, angielsko-Irlandzki aktor
  - Kardam, bułgarski arystokrata (zm. 2015)
  - Linda McAvan, brytyjska polityk, eurodeputowana
  - Miroslav Mentel, słowacki piłkarz, bramkarz, trener
  - Andrej Zyhmantowicz, białoruski piłkarz, trener
- 1963:
  - Mieczysław Drożdżewski, polski samorządowiec, burmistrz Koła
  - Kumaresan Duraisamy, indyjski aktor, polityk
  - Dan Gauthier, amerykański aktor
  - Ann Patchett, amerykańska pisarka
- 1964:
  - Don Barber, kanadyjski hokeista
  - Norm Hadley, kanadyjski rugbysta, finansista (zm. 2016)
  - Lee McNeill, amerykański lekkoatleta, sprinter
  - Johan Rossouw, południowoafrykański i brytyjski zapaśnik
- 1965:
  - Edgar Aristizábal Quintero, kolumbijski duchowny katolicki, biskup Yopal
  - Cenaida Uribe, peruwiańska siatkarka
  - Bogdan Wawrzynowicz, polski basista
- 1966:
  - Anita Jokiel, polska gimnastyczka
  - Zeke Jones, amerykański zapaśnik
  - Czesława Pilarska, polska szachistka
  - Joan Puigcercós, kataloński polityk
- 1967:
  - Wojciech Bartnik, polski bokser, trener
  - Radosław Chałupniak, polski duchowny katolicki, teolog (zm. 2020)
  - Jacek Królik, polski gitarzysta, członek zespołów: Chłopcy z Placu Broni i Brathanki
  - Giovanni Parisi, włoski bokser (zm. 2009)
- 1968:
  - David Batty, angielski piłkarz
  - Jiří Dopita, czeski hokeista, trener i działacz hokejowy
  - Barbara Dziuk, polska polityk i samorządowiec, poseł na Sejm RP
  - John Ajvide Lindqvist, szwedzki pisarz
  - Lucy Liu, amerykańska aktorka pochodzenia chińskiego
  - Nate Mendel, amerykański basista, członek zespołów: Foo Fighters i The Fire Theft
  - Rena Sofer, amerykańska aktorka
- 1969:
  - Eduardo Hurtado, ekwadorski piłkarz
  - Pavel Loskutov, estoński lekkoatleta, maratończyk
  - Adam Marszałkowski, polski perkusista, członek zespołów Normalsi i Coma
  - Tanya Plibersek, australijska polityk pochodzenia słoweńskiego
  - Andrej Pryma, białoruski hokeista, trener
- 1970:
  - Jowita Gondek, polska reżyserka filmowa
  - Joe Lo Truglio, amerykański aktor pochodzenia włosko-irlandzkiego
  - Dmitrij Radczenko, rosyjski piłkarz
  - Mirko Reichel, niemiecki piłkarz, trener
  - Maksim Tarasow, rosyjski lekkoatleta, tyczkarz
- 1971:
  - Julio César Baldivieso, boliwijski piłkarz
  - Ali Reza Mansourian, irański piłkarz
  - Rachel McQuillan, australijska tenisistka
  - Francesco Toldo, włoski piłkarz, bramkarz
  - Mariusz Zielke, polski dziennikarz, pisarz
- 1972:
  - Gustavo Borges, brazylijski pływak
  - Alan Henderson, amerykański koszykarz
  - Sergejs Žoltoks, łotewski hokeista (zm. 2004)
- 1973:
  - Agnieszka Cybal-Michalska, polska pedagog, profesor nauk społecznych
  - Brice Durand, francuski aktor, model
  - Monica Seles, amerykańska tenisistka pochodzenia serbskiego
  - Jan Ullrich, niemiecki kolarz szosowy
  - Rafał Wójcikowski, polski ekonomista, polityk, poseł na Sejm RP (zm. 2017)
- 1974:
  - Onandi Lowe, jamajski piłkarz
  - Líder Paz, boliwijski piłkarz
  - Bartosz Wierzbięta, polski tłumacz, dialogista, reżyser dubbingu
- 1975:
  - Chemda Khalili, amerykańska piosenkarka, autorka tekstów pochodzenia iracko-irańskiego
  - Piotr Poraj Poleski, polski dziennikarz, reżyser, dokumentalista
  - María José Torrealba, chilijska lekkoatletka, tyczkarka
- 1976:
  - Smaïl Diss, algierski piłkarz
  - Vladimír Janočko, słowacki piłkarz
  - Ałła Jepifanowa, rosyjska kolarka górska i szosowa
  - Christian Solinas, włoski polityk, prezydent Sardynii
- 1977:
  - Scott Barnhill, amerykański model
  - Brett Mycles, amerykański aktor (zm. 2007)
  - Siyabonga Nomvethe, południowoafrykański piłkarz
  - David Owe, duński aktor, kaskader
  - Marjan Šarec, słoweński dziennikarz, polityk, premier Słowenii
- 1978:
  - Cippi Chotoweli, izraelska prawnik, polityk
  - Nelly Furtado, kanadyjska piosenkarka, kompozytorka, autorka tekstów pochodzenia portugalskiego
  - Carla Ortiz, boliwijska aktorka, reżyserka i producentka filmowa, działaczka społeczna
  - Popek, polski raper, wokalista, muzyk, zawodnik MMA
  - Maëlle Ricker, kanadyjska snowboardzistka
  - Louisa Walter, niemiecka hokeistka na trawie
  - Christopher Wolstenholme, brytyjski basista, wokalista, członek zespołu Muse
- 1979:
  - Səbinə Babayeva, azerska piosenkarka
  - Yvonne Catterfeld, niemiecka piosenkarka, aktorka
  - Angelina Hübner-Grün, niemiecka siatkarka
  - Paco Sedano, hiszpański futsalista, bramkarz
- 1980:
  - Abdullah Al-Rakib, banglijski szachista
  - Damir Burić, chorwacki piłkarz wodny
  - Marco Engelhardt, niemiecki piłkarz
  - Arthur Jugnot, francuski aktor
  - Bartosz Koziak, polski wiolonczelista
  - Michael Stocklasa, liechtensteiński piłkarz
- 1981:
  - Konrad Birek, polski kucharz
  - Eric Jungmann, amerykański aktor
  - Danijel Pranjić, chorwacki piłkarz
  - Britney Spears, amerykańska piosenkarka, aktorka, tancerka, projektantka mody
- 1982:
  - Julie Coin, francuska tenisistka
  - Peter Mazur, polski kolarz szosowy
  - Bibiana Olama, lekkoatletka z Gwinei Równikowej, płotkarka
- 1983:
  - Grzegorz Bonin, polski piłkarz
  - Chris Burke, szkocki piłkarz
  - Ana Lucía Domínguez, kolumbijska aktorka
  - Aaron Rodgers, amerykański futbolista
  - Daniela Ruah, portugalska aktorka
- 1984:
  - Jennifer Ciochetti, kanadyjska bobsleistka
  - Anna David, duńska piosenkarka
  - Mamadou Alimou Diallo, gwinejski piłkarz
  - Hind, holenderska piosenkarka
  - Natalya Məmmədova, azerska siatkarka
  - Aleksandar Mladenović, serbski koszykarz
  - Carlos Sánchez, urugwajski piłkarz
  - Aleksandra Uścińska, polska taekwondzistka
- 1985:
  - Michaela Jelínková, czeska siatkarka
  - Amaury Leveaux, francuski pływak
  - Dorell Wright, amerykański koszykarz
- 1986:
  - Cory Gathercole, australijski żużlowiec
  - Weronika Kapszaj, ukraińska tenisistka
  - Renee Montgomery, amerykańska koszykarka
  - Tal Wilkenfeld, australijska muzyk, kompozytorka, wokalistka, instrumentalistka, producentka muzyczna
- 1987:
  - Tim Broshog, niemiecki siatkarz
  - Jill Collymore, amerykańska siatkarka
  - Teairra Marí, amerykańska piosenkarka
  - Lenka Oborná, czeska siatkarka
  - Isaac Promise, nigeryjski piłkarz (zm. 2019)
  - Piotr Skowyrski, polski streamer, komentator e-sportowy
  - Fabian Klos, niemiecki piłkarz
- 1988:
  - Alfred Enoch, brytyjski aktor
  - Edward Windsor, brytyjski arystokrata
- 1989:
  - Agata Biernat, polska instruktorka fitness, modelka, zdobywczyni tytułu Miss Polonia
  - Matteo Darmian, włoski piłkarz
  - Anna Katharina Schmid, szwajcarska lekkoatletka, tyczkarka
  - Cassie Steele, kanadyjska aktorka, piosenkarka
  - Ernst Umhauer, francuski aktor
  - Kazuya Yamamura, japoński piłkarz
- 1990:
  - Emmanuel Agyemang-Badu, ghański piłkarz
  - Kigi Makasi, tanzański piłkarz
  - Duke Mondy, amerykański koszykarz
  - Gastón Ramírez, urugwajski piłkarz
  - Olha Skrypak, ukraińska lekkoatletka, biegaczka długodystansowa
- 1991:
  - Anne Buijs, holenderska siatkarka
  - Chloé Dufour-Lapointe, kanadyjska narciarka dowolna
  - Brandon Knight, amerykański koszykarz
  - Chantel Malone, lekkoatletka z Brytyjskich Wysp Dziewiczych, sprinterka i skoczkini w dal
  - Luna Mijović, bośniacka aktorka
  - Patryk Norweski, polski koszykarz
  - Piotr Patkowski, polski urzędnik państwowy
  - Charlie Puth, amerykański piosenkarz, kompozytor, producent muzyczny
  - Yūmi Suzuki, japońska curlerka
  - Kamila Witkowska, polska siatkarka
- 1992:
  - Sim Bhullar, kanadyjski koszykarz pochodzenia hinduskiego
  - Massadio Haïdara, francuski piłkarz pochodzenia senegalskiego
  - Melissa Lotholz, kanadyjska bobsleistka
  - Gary Sánchez, dominikański baseballista
- 1993:
  - Rebecca Buttigieg, maltańska polityczka
  - Miloš Raičković, czarnogórski piłkarz
  - Cecilia Salvai, włoska piłkarka
  - Kostas Stafilidis, grecki piłkarz
- 1994:
  - Elias Lindholm, szwedzki hokeista
  - Karim Rekik, holenderski piłkarz pochodzenia marokańskiego
  - Kenrich Williams, amerykański koszykarz
- 1995:
  - André Campos Moreira, portugalski piłkarz, bramkarz
  - Anna Lewandowska, polska siatkarka
  - Ana Peleteiro-Compaoré, hiszpańska lekkoatletka, trójskoczkni
  - Ľubomír Šatka, słowacki piłkarz
  - Nikola Vasilj, bośniacki piłkarz, bramkarz pochodzenia chorwackiego
  - Mikołaj Witliński, polski koszykarz
  - Torin Yater-Wallace, amerykański narciarz dowolny
- 1996 – Deyonta Davis, amerykański koszykarz
- 1997:
  - Leanco Stans, południowoafrykańska zapaśniczka
  - Luis Suárez, kolumbijski piłkarz
- 1998:
  - Annalise Basso, amerykańska aktorka
  - Anna Kalinska, rosyjska tenisistka
  - Anna Kublikowa, rosyjska łyżwiarka figurowa
  - Amber Montana, amerykańska aktorka
  - Daria Szczyrba, polska siatkarka
  - Maja Ślepowrońska, polska lekkoatletka, kulomiotka
  - Juice Wrld, amerykański raper, piosenkarz, autor tekstów (zm. 2019)
- 1999:
  - Elber Evora, kabowerdyjski piłkarz, bramkarz
  - Fred Hechinger, amerykański aktor, reżyser i producent filmowy
  - Kelvin Kiptum, kenijski lekkoatleta, maratończyk (zm. 2024)
  - Jan Kopyść, polski siatkarz
  - Christopher Trejo, meksykański piłkarz
- 2001:
  - José Castillo, meksykański piłkarz
  - Emilio Nava, amerykański tenisista pochodzenia meksykańskiego
  - Patryk Szwedzik, polski piłkarz
- 2002 – Anastasija Gubanowa, gruzińska łyżwiarka figurowa pochodzenia rosyjskiego
- 2003:
  - Jan Habdas, polski skoczek narciarski
  - Noma Noha Akugue, niemiecka tenisistka pochodzenia nigeryjskiego
- 2004 – Ilia Malinin, amerykański łyżwiarz figurowy pochodzenia rosyjskiego
- 2005 – Learner Tien, amerykański tenisista pochodzenia chińskiego
- 2006 – Stefan Marčetić, bośniacki piłkarz

## Zmarli
- 914 – Ibn Hauszab, arabski urzędnik, dowódca wojskowy (ur. ?)
- 1105 – Oderisio de Marsi, włoski benedyktyn, kardynał (ur. ?)
- 1348 – Hanazono, cesarz Japonii (ur. 1297)
- 1381 – Jan Ruysbroeck, niderlandzki mistyk (ur. 1293)
- 1422 – Mikołaj Trąba, polski duchowny katolicki, arcybiskup gnieźnieński i prymas Polski (ur. 1358)
- 1463 – Albrecht VI Habsburg, książę Austrii (ur. 1418)
- 1469 – Piotr Medyceusz, władca Florencji (ur. 1416)
- 1547 – Hernán Cortés, hiszpański konkwistador (ur. 1485)
- 1560 – Georgius Sabinus, niemiecki humanista, filolog, poeta, wykładowca akademicki (ur. 1508)
- 1572 – Ippolito d’Este, włoski duchowny katolicki, arcybiskup Mediolanu, kardynał (ur. 1509)
- 1574 – Adam Konarski, polski duchowny katolicki, biskup poznański, dyplomata, sekretarz królewski (ur. 1526
- 1594 – Gerard Merkator, flamandzki kartograf, matematyk (ur. 1512)
- 1650 – Charlotta Małgorzata de Montmorency, francuska arystokratka (ur. 1594)
- 1665 – Maria Aniela Astorch, hiszpańska klaryska kapucynka, mistyczka, błogosławiona (ur. 1592)
- 1674 – Zygmunt Adam Słuszka, polski szlachcic, polityk (ur. ?)
- 1694 – Pierre Puget, francuski rzeźbiarz, malarz, architekt (ur. 1620)
- 1701 – Zofia Anna Czarnkowska, polska szlachcianka (ur. 1660)
- 1719 – Pasquier Quesnel, francuski teolog, jansenista, oratorianin (ur. 1634)
- 1723 – Filip II, książę Orleanu, pierwszy minister króla Francji (ur. 1674)
- 1734 – Iwan Kozyriewski, rosyjski podróżnik, odkrywca pochodzenia polskiego (ur. 1688)
- 1741 – Rafał Chyliński, polski duchowny katolicki, franciszkanin, błogosławiony (ur. 1694)
- 1749 – Michał Potocki, polski polityk (ur. ok. 1660)
- 1766 – Scarlat Ghica, hospodar Mołdawii (ur. ?)
- 1783 – Adam Olizar, polski ziemianin, polityk (ur. ?)
- 1794 – Johann Gottlob Leidenfrost, niemiecki lekarz, teolog (ur. 1715)
- 1804 – Philippe Lebon, francuski inżynier, chemik (ur. 1767)
- 1807 – Johann Heinrich von Wrochem, niemiecki ziemianin, polityk (ur. 1735)
- 1809 – John Walker, amerykański prawnik, wojskowy, polityk (ur. 1744)
- 1813 – George Dent, amerykański polityk (ur. 1756)
- 1814 – Donatien Alphonse François de Sade, francuski pisarz (ur. 1740)
- 1844 – Eustachy Erazm Sanguszko, polski książę, generał, poeta, pamiętnikarz (ur. 1768)
- 1845 – Johann Simon Mayr, niemiecki kompozytor (ur. 1763)
- 1849 – Adelajda, królowa Wielkiej Brytanii i Hanoweru (ur. 1792)
- 1854 – Jan Kanty Krzyżanowski, polski fizyk, chemik, pedagog (ur. 1789)
- 1859 – John Brown, amerykański abolicjonista (ur. 1800)
- 1860 – Ferdinand Christian Baur, niemiecki uczony, biblista, teolog (ur. 1792)
- 1863 – Jane Pierce, amerykańska pierwsza dama (ur. 1806)
- 1865 – Rafael Castro Ordóñez, hiszpański malarz, rysownik, fotograf (ur. 1834)
- 1867 – Giuseppe Bofondi, włoski kardynał (ur. 1795)
- 1872 – Wincenty Pol, polski poeta, etnograf, geograf pochodzenia niemieckiego (ur. 1807)
- 1876 – Karol Fryderyk Otremba, polski pastor ewangelicki, filozof, germanista (ur. 1800)
- 1877 – Legrand G. Capers, amerykański lekarz (ur. 1834)
- 1882 – Ludwika Leśniewska, polska śpiewaczka operowa (sopran) (ur. 1830)
- 1888 – Namik Kemal, turecki pisarz (ur. 1840)
- 1890 – Cadmus Wilcox, amerykański generał konfederacki (ur. 1824)
- 1895 – Rafael Romero Barros, hiszpański malarz (ur. 1832)
- 1899 – Miklós Szontagh (senior), węgierski lekarz, botanik, turysta, taternik, myśliwy (ur. 1843)
- 1902:
  - Richard Belcredi, austriacki polityk (ur. 1823)
  - William Kilby Reynolds, kanadyjski prawnik, historyk, dziennikarz, polityk (ur. 1848)
- 1904 – Piotr Kapnist, rosyjski hrabia, polityk, dyplomata (ur. 1839)
- 1905:
  - Stanisław Czarnecki (ziemianin), polski hrabia, ziemianin, powstaniec wielkopolski, polityk (ur. 1830)
  - Seweryn Pieniężny (ojciec), polski drukarz, redaktor, działacz społeczny i narodowy na Warmii (ur. 1864)
- 1907 – Zofia Przewłocka, polska działaczka niepodległościowa, społeczna i oświatowa, uczestniczka powstania styczniowego (ur. 1818)
- 1908:
  - Franz von Sales Maria Doppelbauer, austriacki duchowny katolicki, biskup Linzu (ur. 1845)
  - John Taylor, amerykański lekkoatleta, sprinter (ur. 1882)
- 1909 – Auguste Prézeau, francuski duchowny katolicki, misjonarz, montfortanin, wikariusz apostolski Shiré (ur. 1871)
- 1910:
  - Eugene Asa Carr, amerykański generał (ur. 1830)
  - William D. Veeder, amerykański polityk (ur. 1835)
- 1913:
  - David Russell Jack, kanadyjski przedsiębiorca, pisarz, historyk, wydawca, polityk (ur. 1864)
  - Ernest Roberts, australijski polityk pochodzenia brytyjskiego (ur. 1868)
- 1914 – Alexander Campbell Fraser, szkocki filozof, teolog, wykładowca akademicki (ur. 1819)
- 1916:
  - Hughie Hughes, amerykański kierowca wyścigowy (ur. 1886)
  - Paolo Tosti, włoski kompozytor, pedagog (ur. 1846)
- 1917 – Reinhold Saltzwedel, niemiecki dowódca okrętów podwodnych (ur. 1889)
- 1918 – Edmond Rostand, francuski prozaik, dramaturg, poeta (ur. 1868)
- 1922 – Rudolf Utpadel, niemiecki botanik, nauczyciel (ur. 1839)
- 1923 – Tomás Bretón, hiszpański kompozytor, dyrygent, pedagog (ur. 1850)
- 1924:
  - Kazimieras Būga, litewski językoznawca, filolog wykładowca akademicki (ur. 1879)
  - Hugo von Seeliger, niemiecki astronom, wykładowca akademicki (ur. 1849)
- 1925 – Paul Dutasta, francuski dyplomata (ur. 1873)
- 1926:
  - Karl Joseph Eberth, niemiecki patolog, anatom, wykładowca akademicki (ur. 1835)
  - Władysław Kraiński, polski ziemianin, polityk (ur. 1841)
- 1928:
  - Milena Miladinović, serbska pisarka, poetka, tłumaczka pochodzenia niemieckiego (ur. 1868)
  - Hallam Tennyson, brytyjski arystokrata, polityk, gubernator generalny Australii (ur. 1852)
  - Stanisław Zdziarski, polski historyk literatury, slawista, folklorysta (ur. 1878)
- 1929 – Robert Lewis Reid, amerykański malarz (ur. 1862)
- 1931:
  - Andrzej Brzuchal-Sikorski, polski kapitan, kapelmistrz, kompozytor (ur. 1867)
  - Vincent d’Indy, francuski kompozytor, teoretyk muzyki (ur. 1851)
  - Maciej Warzecha, polski działacz ludowy, polityk (ur. 1844)
- 1932:
  - Kazimierz Józef Dunin Markiewicz, polski malarz, dramaturg, prawnik, reżyser teatralny, scenograf (ur. 1874)
  - Ernst Gustaf Melkersson, szwedzki neurolog (ur. 1898)
  - Jan Moszczyński, polski prawnik, polityk, minister poczt i telegrafów (ur. 1869)
- 1933 – Emil Mejerson, francuski filozof pochodzenia polsko-żydowskiego (ur. 1859)
- 1934:
  - Józef Męcina-Krzesz, polski malarz (ur. 1860)
  - Zygmunt Mostowski, polski dziennikarz, literat, urzędnik konsularny (ur. 1883)
- 1935:
  - Albert Ayat, francuski szpadzista (ur. 1875)
  - James Breasted, amerykański archeolog, historyk, egiptolog, wykładowca akademicki (ur. 1865)
- 1936:
  - Antonio Ferrer Rodrigo, hiszpański Sługa Boży (ur. 1921)
  - Jadwiga Kunicka, polska działaczka socjalistyczna, społeczna i kobieca (ur. 1878)
- 1937:
  - Serafin (Aleksandrow), rosyjski biskup prawosławny (ur. 1867)
  - Josep Comas Solá, hiszpański astronom (ur. 1868)
  - Porfiry (Gulewicz), rosyjski biskup prawosławny, święty (ur. 1864)
  - Modest (Nikitin), rosyjski biskup prawosławny (ur. 1867)
  - Joazaf (Udałow), rosyjski biskup prawosławny, święty (ur. 1886)
- 1938:
  - Stanisław Turski, polski podpułkownik artylerii (ur. 1882)
  - Władysław Tuwan, polski inżynier, polityk, prezydent Zawiercia (ur. 1875)
- 1939 – Antoni Religioni, polski lekarz, generał brygady pochodzenia włoskiego (ur. 1866)
- 1940:
  - Federico Kiesow, włoski psycholog, wykładowca akademicki pochodzenia niemieckiego (ur. 1858)
  - Szczęsny Rutkowski, polski malarz, publicysta, krytyk sztuki (ur. 1887)
  - Aleksandr Szlichter, radziecki ekonomista, polityk (ur. 1869)
- 1941:
  - Liduina Meneguzzi, włoska salezjanka, misjonarka, błogosławiona (ur. 1901)
  - Józef Mieses, polski nauczyciel, naczelny rabin WP (ur. 1882)
  - Edward Śmigły-Rydz, polski dowódca wojskowy, marszałek Polski, Naczelny Wódz, polityk (ur. 1886)
- 1942:
  - Ajdamir Aczimizow, radziecki wojskowy (ur. 1912)
  - Léon Carré, francuski grafik, ilustrator (ur. 1878)
  - Józef Rażniewski, polski inżynier górnik, działacz społeczny (ur. 1883)
  - Fiodor Tiulpin, rosyjski lekarz, patolog, wykładowca akademicki (ur. 1866)
  - Stanisław Węsławski, polski adwokat, kompozytor, konspiracyjny prezydent Wilna, prezes PCK (ur. 1896)
- 1943:
  - Nordahl Grieg, norweski pisarz, działacz komunistyczny (ur. 1902)
  - Iwan Kazbek, rosyjski i polski generał pochodzenia gruzińskiego (ur. 1860)
  - Leon Koczaski, polski działacz komunistyczny (ur. 1913)
  - Jaap Meijer, holenderski kolarz torowy (ur. 1905)
  - Maurice Sarraut, francuski dziennikarz, polityk (ur. 1869)
- 1944:
  - Josef Lhévinne, amerykański pianista pochodzenia rosyjskiego (ur. 1874)
  - Filippo Tommaso Marinetti, włoski poeta, wydawca, futurysta (ur. 1876)
- 1945 – Jan Stankiewicz, polski generał brygady (ur. 1862)
- 1946 – Stanisław Edward Grodzki, polski generał brygady (ur. 1895)
- 1947:
  - Adam Branicki, polski hrabia, ziemianin (ur. 1892)
  - Stanisław Łempicki, polski historyk kultury i oświaty, wykładowca akademicki (ur. 1886)
  - Franz Xaver Schwarz, niemiecki działacz nazistowski (ur. 1875)
- 1948 – Vladimir Kren, jugosłowiański generał major lotnictwa (ur. 1903)
- 1949 – Karl Proisl, austriacki kajakarz, kanadyjkarz (ur. 1911)
- 1950 – Dinu Lipatti, rumuński pianista, kompozytor (ur. 1917)
- 1952:
  - Arnaldo Andreoli, włoski gimnastyk (ur. 1893)
  - Stanisław Wrona, polski kapitan dyplomowany piechoty, działacz niepodległościowy, prawnik, ekonomista, historyk wojskowości, urzędnik państwowy (ur. 1896)
- 1953:
  - Snowy Baker, australijski pływak, skoczek do wody, bokser, aktor (ur. 1884)
  - Jan Sokołowski, polski malarz, taternik (ur. 1904)
- 1954:
  - Józef Kręgielski, polski krawiec, działacz śpiewaczy (ur. 1881)
  - Johannes Wende, niemiecki architekt, budowniczy (ur. 1873)
- 1955 – Verner Eklöf, fiński piłkarz, kombinator norweski (ur. 1897)
- 1957:
  - Manfred Sakel, austriacki neurofizjolog, psychiatra (ur. 1900)
  - Tellef Wagle, norweski żeglarz sportowy (ur. 1883)
- 1958 – Jan Kok, holenderski piłkarz (ur. 1889)
- 1959 – Stanisław Cikowski, polski piłkarz, ginekolog-położnik (ur. 1899)
- 1960:
  - Wacław Chyrosz, polski inżynier budowlany (ur. 1900)
  - Lauritz Weibull, szwedzki historyk, wykładowca akademicki (ur. 1873)
- 1961:
  - Fredrik Böök, szwedzki krytyk i historyk literatury, wykładowca akademicki (ur. 1883)
  - Maria Gorzechowska, polska nauczycielka, działaczka społeczna, bibliotekarka, poetka (ur. 1883)
  - Wiktor Pawłowicz, polski oficer, kawaler Orderu Virtuti Militari (ur. 1893)
  - George Simpson, amerykański lekkoatleta, sprinter (ur. 1908)
- 1962 – Nikołaj Anosow, rosyjski kompozytor, dyrygent, pedagog (ur. 1900)
- 1963:
  - Namsaraj Badmażabe, radziecki polityk (ur. 1907)
  - Sabu Dastagir, indyjski aktor (ur. 1924)
  - Artur Gabrisch, polski samorządowiec, polityk, senator RP i okupacyjny burmistrz Cieszyna pochodzenia niemieckiego (ur. 1881)
  - Bolesław Zarako-Zarakowski, radziecki generał porucznik i polski generał dywizji (ur. 1894)
- 1964 – Bronisława Kozłowska, polska poetka ludowa (ur. 1862)
- 1965 – Pierre Bovet, szwajcarski psychiatra, wykładowca akademicki (ur. 1878)
- 1966 – Witold Eugeniusz Orłowski, polski lekarz internista (ur. 1874)
- 1967 – Francis Spellman, amerykański kardynał (ur. 1889)
- 1969:
  - José María Arguedas, peruwiański pisarz (ur. 1911)
  - Jāzeps Rancāns, łotewski duchowny katolicki, biskup pomocniczy Rygi, polityk, premier rządu emigracyjnego (ur. 1886)
  - Hakon Reuter, szwedzki żeglarz sportowy (ur. 1899)
  - Klimient Woroszyłow, radziecki dowódca wojskowy, polityk, działacz komunistyczny, marszałek ZSRR (ur. 1881)
- 1971 – Maciej Święcicki, polski prawnik, wykładowca akademicki (ur. 1913)
- 1972 – Ettore Bastico, włoski dowódca wojskowy, marszałek Włoch (ur. 1876)
- 1973:
  - Andrzej Skupień Florek, polski historyk amator, gawędziarz, poeta podhalański (ur. 1902)
  - Watson Washburn, amerykański tenisista (ur. 1894)
- 1974:
  - Hana Benešová, czechosłowacka pierwsza dama (ur. 1885)
  - Sylvi Kekkonen, fińska pisarka, pierwsza dama (ur. 1900)
- 1975:
  - Boleslovas Baranauskas, litewski polityk komunistyczny, funkcjonariusz organów bezpieczeństwa (ur. 1902)
  - Hans Johner, szwajcarski szachista, muzyk (ur. 1889)
- 1976 – Wacław Chojna, polski major artylerii, żołnierz Kedywu (ur. 1907)
- 1977 – Ilja Wekua, gruziński fizyk, matematyk, wykładowca akademicki (ur. 1907)
- 1978 – Benedykt Serafin, polski major piechoty (ur. 1893)
- 1979 – Wasilij Sołowjow-Siedoj, rosyjski kompozytor (ur. 1907)
- 1980:
  - Roza Eskenazi, grecka piosenkarka pochodzenia żydowskiego (ur. ?)
  - Romain Gary, francuski pisarz, reżyser filmowy (ur. 1914)
  - Patrick Gordon Walker, brytyjski polityk (ur. 1907)
- 1981:
  - Wallace Kirkman Harrison, amerykański architekt (ur. 1895)
  - Francis Hunter, amerykański tenisista (ur. 1894)
- 1982:
  - David Blue, amerykański piosenkarz, kompozytor (ur. 1941)
  - Marty Feldman, brytyjski aktor, reżyser filmowy (ur. 1934)
  - Giovanni Ferrari, włoski piłkarz (ur. 1907)
- 1983 – Paweł Weżinow, bułgarski pisarz (ur. 1914)
- 1984 – Marian Eile, polski dziennikarz, satyryk (ur. 1910)
- 1985:
  - Aniello Dellacroce, amerykański gangster pochodzenia włoskiego (ur. 1914)
  - Philip Larkin, brytyjski prozaik, poeta, krytyk muzyczny (ur. 1922)
- 1986 – Arvid Thörn, szwedzki piłkarz (ur. 1911)
- 1987:
  - Donn Eisele, amerykański pilot wojskowy, astronauta (ur. 1930)
  - Luis Federico Leloir, argentyński lekarz, biochemik, laureat Nagrody Nobla (ur. 1906)
  - Juan Alberto Melgar, honduraski generał, polityk, prezydent Hondurasu (ur. 1930)
- 1988 – Zofia Szcześniewska-Bryszewska, polska siatkarka (ur. 1943)
- 1990:
  - Marc Cerboni, francuski florecista (ur. 1955)
  - Aaron Copland, amerykański kompozytor, dyrygent pochodzenia żydowskiego (ur. 1900)
  - Robert Cummings, amerykański aktor (ur. 1908)
  - Edward John Harper, amerykański duchowny katolicki, redemptorysta, prałat terytorialny Wysp Dziewiczych i biskup Saint Thomas (ur. 1910)
- 1991:
  - George Lott, amerykański tenisista (ur. 1906)
  - Sándor Tatay, węgierski pisarz (ur. 1910)
- 1992:
  - Marek Fritzhand, polski filozof marksistowski, etyk, wykładowca akademicki pochodzenia żydowskiego (ur. 1913)
  - Michael Gothard, brytyjski aktor (ur. 1939)
  - Franciszek Musiel, polski duchowny katolicki, biskup pomocniczy częstochowski (ur. 1915)
- 1993:
  - Sawa (Andrić), serbski biskup prawosławny (ur. 1939)
  - Paal Brekke, norweski prozaik, poeta, tłumacz, krytyk literacki (ur. 1923)
  - Pablo Escobar, kolumbijski baron narkotykowy (ur. 1949)
- 1994 – Edvin Öhrström, szwedzki rzeźbiarz tworzący w szkle (ur. 1906)
- 1995:
  - Robertson Davies, kanadyjski pisarz, krytyk literacki, dziennikarz (ur. 1913)
  - Biem Dudok van Heel, holenderski żeglarz sportowy (ur. 1917)
- 1996 – Jean Jérôme Hamer, belgijski kardynał (ur. 1916)
- 1997 – Abdusattor Eshonqulov, radziecki pilot wojskowy (ur. 1917)
- 1998 – Mikio Oda, japoński lekkoatleta, trójskoczek (ur. 1905)
- 1999 – Charlie Byrd, amerykański gitarzysta jazzowy (ur. 1925)
- 2000:
  - Bibiano Zapirain, urugwajski piłkarz (ur. 1919)
  - Tamara Zwierzyńska-Matzke, polska dziennikarka, pisarka, romanistka (ur. 1968)
- 2001 – Bruce Halford, brytyjski kierowca wyścigowy (ur. 1931)
- 2002:
  - Ivan Illich, austriacki filozof pochodzenia chorwacko-żydowskiego (ur. 1926)
  - Mal Waldron, amerykański pianista jazzowy (ur. 1925)
- 2003 – Ignaz Kiechle, niemiecki polityk (ur. 1930)
- 2004:
  - Kevin Coyne, brytyjski wokalista, gitarzysta bluesowy, reżyser, pisarz (ur. 1944)
  - Alicia Markova, brytyjska tancerka (ur. 1910)
  - Mona Jane Van Duyn, amerykańska poetka (ur. 1921)
- 2005:
  - Malik Joyeux, tahitański surfer (ur. 1980)
  - Van Tuong Nguyen, australijski przestępca pochodzenia wietnamskiego (ur. 1980)
- 2006 – Mariska Veres, holenderska wokalistka, członkini zespołu Shocking Blue (ur. 1947)
- 2007:
  - Józef Gomoluch, polski piłkarz (ur. 1939)
  - Stefan Lewandowski, polski lekkoatleta, średniodystansowiec, chirurg, ortopeda (ur. 1930)
  - Władysław Pawelec, polski kompozytor (ur. 1906)
- 2008:
  - Carlos Abascal, meksykański prawnik, publicysta, polityk (ur. 1949)
  - Frank Crean, australijski polityk (ur. 1916)
  - Julian Hendler, polski harcmistrz (ur. 1907)
  - Odetta Holmes, amerykańska piosenkarka, gitarzystka, autorka tekstów, obrończyni praw człowieka (ur. 1930)
- 2009:
  - Andrzej Jastrzębiec-Kozłowski, polski pisarz, autor tekstów piosenek (ur. 1935)
  - Tadeusz Junak, polski reżyser i scenarzysta filmowy (ur. 1945)
  - Jerzy Lileyko, polski historyk sztuki (ur. 1932)
  - Eric Woolfson, szkocki piosenkarz (ur. 1945)
- 2010:
  - Józef Auksztulewicz, polski lekkoatleta, kulomiot (ur. 1930)
  - Michele Giordano, włoski duchowny katolicki, arcybiskup Neapolu, kardynał (ur. 1930)
  - Lee Huan, tajwański polityk, premier Tajwanu (ur. 1917)
  - Maria Starzyńska, polska pisarka (ur. 1929)
- 2011:
  - Bruno Bianchi, francuski producent filmowy, reżyser, twórca filmów animowanych (ur. 1955)
  - Bill Tapia, amerykański muzyk (ur. 1908)
- 2012:
  - Maria Fołtyn, polska śpiewaczka operowa (sopran), reżyserka (ur. 1924)
  - Robert Kozak, polski pilot wojskowy (ur. 1968)
- 2013:
  - Halina Elczewska, polska działaczka społeczna (ur. 1919)
  - Junior Murvin, jamajski muzyk reggae (ur. 1949)
  - Pedro Rocha, urugwajski piłkarz (ur. 1942)
- 2015:
  - Bohdan Bartosiewicz, polski siatkarz, koszykarz, trener (ur. 1918)
  - Gabriele Ferzetti, włoski aktor (ur. 1925)
  - Ferenc Juhász, węgierski poeta (ur. 1928)
  - Ernst Larsen, norweski lekkoatleta, długodystansowiec (ur. 1926)
- 2016 – Sammy Lee, amerykański skoczek do wody (ur. 1920)
- 2017:
  - Ryszard Karger, polski ekonomista, działacz żeglarski (ur. 1928)
  - Jerzy Kłoczowski, polski historyk, polityk, senator RP (ur. 1924)
  - Iva Ritschélova, czeska ekonomistka, urzędniczka państwowa (ur. 1964)
- 2018 – Luan Qerimi, albański aktor (ur. 1929)
- 2019:
  - D.C. Fontana, amerykańska scenarzystka telewizyjna (ur. 1939)
  - Francesco Janich, włoski piłkarz (ur. 1937)
  - Robert K. Massie, amerykański historyk, pisarz (ur. 1929)
  - Johann Baptist Metz, niemiecki teolog katolicki (ur. 1928)
- 2020:
  - Mohamed Abarhoun, marokański piłkarz (ur. 1989)
  - Bronisław Dankowski, polski związkowiec, polityk, poseł na Sejm RP (ur. 1944)
  - Valéry Giscard d’Estaing, francuski polityk, prezydent Francji (ur. 1926)
  - Zafarullah Khan Jamali, pakistański polityk, premier Pakistanu (ur. 1944)
  - Rafer Johnson, amerykański lekkoatleta, wieloboista (ur. 1934)
  - Pat Patterson, kanadyjski wrestler (ur. 1941)
  - Pamela Tiffin, amerykańska aktorka (ur. 1942)
- 2021:
  - Andriej Bałabucha, rosyjski pisarz, krytyk literacki (ur. 1947)
  - Giuseppe Chiaretti, włoski duchowny katolicki, arcybiskup Perugii-Città della Pieve (ur. 1933)
  - Jos Dupré, belgijski prawnik, redaktor, samorządowiec, polityk, burmistrz Westerlo, przewodniczący Izby Reprezentantów (ur. 1928)
  - Aldo Giordano, włoski duchowny katolicki, arcybiskup, nuncjusz apostolski (ur. 1954)
  - Darlene Hard, amerykańska tenisistka (ur. 1936)
  - Andrzej Malinowski, polski generał dywizji (ur. 1954)
  - Zbigniew Plesner, polski dziennikarz radiowy (ur. 1953)
  - Stefan Połom, polski poeta, prozaik (ur. 1938)
  - Lovro Šturm, słoweński prawnik, polityk, przewodniczący Sądu Konstytucyjnego, minister edukacji i sportu, minister sprawiedliwości (ur. 1938)
  - Gabriel Turowski, polski immunolog, bakteriolog, mikrobiolog (ur. 1929)
- 2022:
  - Andrzej Danysz, polski farmakolog, współtwórca radiofarmakologii, profesor nauk medycznych, uczestnik powstania warszawskiego (ur. 1924)
  - Yoshio Kikugawa, japoński piłkarz (ur. 1944)
  - Maria Podgórska, polska ekonomistka, wykładowczyni akademicka (ur. 1949)
  - Al Strobel, amerykański aktor (ur. 1940)
  - Tiit-Rein Viitso, estoński językoznawca, wykładowca akademicki (ur. 1938)
- 2023:
  - Maria Lisa Cinciari Rodano, włoska działaczka feministyczna, polityk, eurodeputowana (ur. 1921)
  - Clarence Kelly, amerykański duchowny sedewakantystyczny, biskup, przełożony generalny Bractwa Świętego Piusa V (ur. 1941)
  - Henryk Mandera, polski kierowca wyścigowy i rajdowy (ur. 1941)
  - Roberto Pazzi, włoski pisarz, poeta, dziennikarz (ur. 1946)
  - Saulius Pečeliūnas, litewski inżynier, polityk (ur. 1956)
  - Faustin Twagiramungu, rwandyjski polityk, premier Rwandy (ur. 1945)
  - Ingrid Wigernæs, norweska biegaczka narciarska (ur. 1928)
- 2024:
  - Lucjan Brychczy, polski piłkarz, trener (ur. 1934)
  - Helmuth Duckadam, rumuński piłkarz, działacz piłkarski (ur. 1959)
  - Neale Fraser, australijski tenisista (ur. 1933)
  - Héctor Luis Gutiérrez Pabón, kolumbijski duchowny katolicki, biskup pomocniczy Cali, biskup Chiquinquirá i Engativá (ur. 1937)
  - Don Ohl, amerykański koszykarz (ur. 1936)